# 9375 Omodaka
9375 Omodaka este un asteroid din centura principală de asteroizi.

## Descriere
9375 Omodaka este un asteroid din centura principală de asteroizi. A fost descoperit pe 16 aprilie 1993 la Kitami de Kin Endate și Kazuro Watanabe. El prezintă o orbită caracterizată de o semiaxă mare de 2,41 ua, o excentricitate de 0,13 și o înclinație de 3,5° în raport cu ecliptica.